# Eidgenössische Volksinitiative «Für die Würde der landwirtschaftlichen Nutztiere (Hornkuh-Initiative)»
Die eidgenössische Volksinitiative «Für die Würde der landwirtschaftlichen Nutztiere», kurz auch Hornkuh-Initiative genannt, war eine schweizerische Volksinitiative. Sie verlangte, dass der Bund landwirtschaftliche Betriebe unterstützt, wenn sowohl bei den männlichen wie den weiblichen erwachsenen Exemplaren des Hausrinds und der Hausziege die Hörner belassen werden. Die Initiative wurde am 25. November 2018 zur Abstimmung gebracht und scheiterte sowohl am Volks- wie auch am Ständemehr.

## Entstehung
Der Initiant und Bergbauer Armin Capaul störte sich daran, dass immer häufiger enthornte Kühe gehalten werden. Er wurde politisch aktiv und verfasste mehrere Briefe u. a. an den Bundesrat. Dies hatte zur Folge, dass im eidgenössischen Parlament im Rahmen der Agrarpolitik 2014–2017 Louis Schelbert einen Minderheitsantrag stellte und Roberto Zanetti eine Motion «Produktionssystembeiträge für horntragende Tiere» einreichte. Beides wurde jedoch abgelehnt.
Im Dezember 2013 reichte dann Armin Capaul die Petition «Hörnerfranken» ein, die aber unbeantwortet blieb. Darauf lancierte Capaul im September 2014 die Volksinitiative und begann mit der Unterschriftensammlung.
Ende März 2016 wurde die Initiative mit 120'130 beglaubigten Unterschriften eingereicht und kam mit 119'626 Unterschriften offiziell zustande.

## Initiativtext
Art. 104 Abs. 3 Bst. b

Er [der Bund] richtet die Massnahmen so aus, dass die Landwirtschaft ihre multifunktionalen Aufgaben erfüllt. Er hat insbesondere folgende Befugnisse und Aufgaben:

## Meinungsumfragen
| Institut                  | Auftraggeber | Datum            | Ja | Eher Ja | Unentschieden Keine Antwort | Eher Nein | Nein |
| ------------------------- | ------------ | ---------------- | -- | ------- | --------------------------- | --------- | ---- |
| LeeWas GmbH (PDF; 1,6 MB) | Tamedia      | 9. November 2018 | 39 | 6       | 3                           | 6         | 46   |
| gfs.Bern                  | SRG SSR      | 3. November 2018 | 35 | 14      | 5                           | 14        | 32   |
| LeeWas GmbH (PDF; 1,6 MB) | Tamedia      | 26. Oktober 2018 | 38 | 13      | 7                           | 10        | 32   |
| LeeWas GmbH (PDF; 1,6 MB) | Tamedia      | 9. Oktober 2018  | 36 | 17      | 8                           | 10        | 29   |
| gfs.Bern                  | SRG SSR      | 7. Oktober 2018  | 36 | 22      | 6                           | 17        | 19   |

Bemerkungen: Angaben in Prozent. Das Datum bezeichnet den mittleren Zeitpunkt der Umfrage, nicht den Zeitpunkt der Publikation der Umfrage.

## Abstimmungsergebnis

Abstimmungsergebnisse nach Kantonen

Die Initiative scheiterte sowohl am Volksmehr (45,3 Prozent Ja-Stimmen) wie auch am Ständemehr, dies bei einer Stimmbeteiligung von 46,7 Prozent.
| Kanton                           | Ja (%) | Nein (%) | Beteiligung (%) |
| -------------------------------- | ------ | -------- | --------------- |
| Aargau                           | 41,7   | 58,3     | 46,2            |
| Appenzell Ausserrhoden           | 44,3   | 55,7     | 52              |
| Appenzell Innerrhoden            | 34     | 66       | 47,3            |
| Basel-Landschaft                 | 51,6   | 48,4     | 47,9            |
| Basel-Stadt                      | 56,8   | 43,2     | 55,9            |
| Bern                             | 45,9   | 54,1     | 48,5            |
| Freiburg                         | 33,8   | 66,2     | 44              |
| Genf                             | 59,9   | 40,1     | 44,1            |
| Glarus                           | 50,9   | 49,1     | 43,8            |
| Graubünden                       | 49,3   | 50,7     | 47,7            |
| Jura                             | 34,8   | 65,2     | 41,5            |
| Luzern                           | 36,3   | 63,7     | 51              |
| Neuenburg                        | 44     | 56       | 41,6            |
| Nidwalden                        | 40,7   | 59,3     | 53,5            |
| Obwalden                         | 35,9   | 64,1     | 54,8            |
| Schaffhausen                     | 50,1   | 49,9     | 66,8            |
| Schwyz                           | 39,2   | 60,8     | 52              |
| Solothurn                        | 47,7   | 52,3     | 46,9            |
| St. Gallen                       | 41,1   | 58,9     | 48,1            |
| Tessin                           | 50,4   | 49,6     | 45,2            |
| Thurgau                          | 38,5   | 61,5     | 47,4            |
| Uri                              | 42,6   | 57,4     | 45,0            |
| Waadt                            | 41,2   | 58,8     | 44,9            |
| Wallis                           | 48,8   | 51,2     | 51,7            |
| Zug                              | 40,9   | 59,1     | 52,9            |
| Zürich                           | 48,1   | 51,9     | 51,3            |
| Schweizerische Eidgenossenschaft | 45,3   | 54,7     | 46,7            |